# جون دوغلاس (شاعر)
جون دوغلاس (بالإنجليزية: John Douglas, 9th Marquess of Queensberry)‏ (و. 1844 – 1900 م) هو شاعر، وسياسي، وملاكم بريطاني، ولد في فلورنسا، توفي في لندن، عن عمر يناهز 56 عاماً.

## مناصب
تولى منصب عضو مجلس اللوردات
.

## التعليم
تعلم في كلية المجدلية
.